# コロンナの祭壇画 (ラファエロ)
『コロンナの祭壇画』（コロンナのさいだんが、伊: La Pala Colonna、英: The Colonna Altarpiece）として知られる『即位した聖母子と諸聖人』（そくいしたせいぼしとしょせいじん、英: Madonna col Bambino in trono e santi、英: Madonna and Child Enthroned with Saints）は、盛期ルネサンスのイタリアの巨匠ラファエロ・サンツィオが1504年から1505年頃に制作した祭壇画である。油彩。ペルージャにあったフランシスコ会のサンタントニオ・ダ・パドヴァ修道院（the Convent of St Antonio）の付属教会ために制作された。『コロンナの祭壇画』という名称は、1689年以降に祭壇画を購入したローマの貴族コロンナ家にちなんでいる。現在はニューヨークのメトロポリタン美術館に所蔵されている。

## 制作経緯
1478年、修道院は付属する修道女のみに公開かれた内部教会のための絵画と額縁の制作を条件に遺贈を受けた。ラファエロへの発注資金はこの遺贈から引き出された。ジョルジョ・ヴァザーリによると、ラファエロは発注の際に幼児のキリストの描写について修道女から衣服を着た姿で描くことを依頼されたという。この発注により、ラファエロは祭壇画の主要パネル『即位した聖母子と諸聖人』と、その上部を飾る半円形のルネット『祝福する父なる神と二天使』、キリストの受難に由来する3つの場面のプレデッラ『ゲツセマネの祈り』、『カルヴァリオへの道』（The Procession to Calvary）、『ピエタ』（Pietà）、およびプレデッラに隣接してオリジナルの額縁の柱の基部を形成した、フランチェスコ会の聖人を描いた2枚の板絵『アッシジの聖フランチェスコ』（Saint Francis of Assisi）と『パドヴァの聖アントニウス』（Saint Anthony of Padua）を制作した。

## 作品

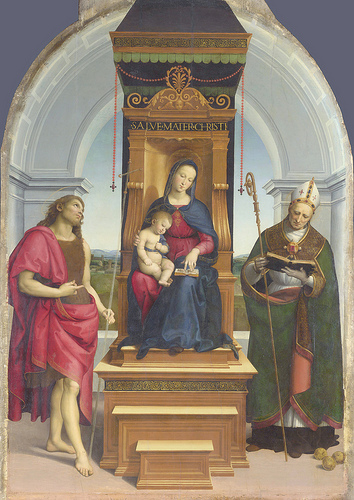
フィレンツェでの影響を示す『アンシデイの祭壇画』。ロンドン・ナショナル・ギャラリー所蔵。

ラファエロは主要パネルにおいて、天蓋つきの精巧な玉座と即位した聖母子を描いた。聖母マリアは点描で描かれた金の刺繡が施された衣服をまとっている。幼児のキリストは衣服をまとって聖母マリアの膝の上に座り、玉座の基台に立った若い洗礼者聖ヨハネを祝福している。玉座の周囲には4人の聖人、聖ペトロ、聖パウロ、アレクサンドリアの聖カタリナ、および詳細不明の女性聖人が集まっている。最後の聖人について、ヴァザーリは聖チェチリアであると考えたが、聖バルバラ、シラクサの聖ルチア、ヴィテルボの聖ローザ、カエサリアの聖ドロテアとする説もある。彼らの背後には広大な風景が広がり、画面右に塔のある建築物が描かれている。この建築物はアシュモレアン博物館に所蔵されている素描の裏面に描かれている。ラファエロがこの小さな建築物を慎重に準備したことから象徴的な塔であることを意味し、おそらく聖バルバラのアトリビュートである塔を示唆している。上部のルネットでは、左手に球体を持った父なる神が祝福しており、その周りをはためくリボンを身に着けた2人の天使と2人のセラフィムが囲んでいる。
ラファエロの初期作品の多くは、師ペルジーノとピントゥリッキオの影響を色濃く受けている。ペルジーノの影響はルネットの構図に表れており、1496年にペルージャのサン・ピエトロ教会のために制作された『サン・ピエトロ多翼祭壇画』（Polittico di San Pietro）のルネットとの関連が指摘されている。ピントゥリッキオの影響は、聖母や聖人の衣服あるいは建築要素に見られる金の模様の装飾の一部に指摘されている。また衣服を着た幼児キリストの描写や、キリストの衣服の肩にある珍しい模様もまたフィラデルフィア美術館所蔵のピントゥリッキオの作品『幼子キリストに読み方を教える聖母』（Virgin Teaching the Christ Child to Read）などに見出すことができる。
その一方で、聖ペトロと聖パウロの近代的な容姿は、1504年10月以降フィレンツェで学んだレオナルド・ダ・ヴィンチやフラ・バルトロメオの芸術を反映している。このようにラファエロの最も初期の作品の特徴であるウンブリア地方の画風と、本作品の次に制作され、フィレンツェへの移動がもたらしたより決定的な発展を示す祭壇画『アンシデイの祭壇画』（Pala Ansidei）との過渡期の様式を記録している。
こうした特徴から、本作品は長い間、ラファエロが制作を開始してから完成するまでにしばらく時間を必要としたと推測されてきた。たとえば美術史家フェデリコ・ゼーリは制作の開始時期を1504年以前とし（1980年）、コンラート・オーベルフーバー（1977年）やニコラス・ペニー（1996年）はさらに早く、おそらく1501年頃と考えた。しかし近年はこうした見解について否定的である。

## 来歴
祭壇画の主要パネルとルネットは、1677年から1678年にペルージャのジョヴァンニ・アントニオ・ビガッツィーニ（Antonio Bigazzini of Perugia）が1,800スクードで購入し、ローマのコロンナ家に売却した。その後、ナポリ王国の王宮に移され、そこからマドリードのスペイン王室コレクションに移された。その後、1901年にアメリカ合衆国の銀行家で富豪のジョン・ピアポント・モルガンが200万フラン（50万ドル）という巨額で購入し、モルガンの死後の1916年に息子のジャック・モーガン（Jack Morgan）によってメトロポリタン美術館に寄贈された。
5点のプレデッラは主要パネルとルネットの売却よりも早い1663年に、600スクードでスウェーデン女王クリスティーナに売却された。クプレデッラはその後、オルレアン・コレクションに加わった。さらにフランス革命ののち、他のオルレアン・コレクションと同じくイギリスに運ばれると、1798年から1800年にかけて展示販売され、各地に散らばった。

## プレデッラ
プレデッラのうち『ゲッセマネの祈り』は、同じくメトロポリタン美術館に所蔵されている。最大のサイズの『カルヴァリオへの道』はロンドンのナショナル・ギャラリーに、『ゲッセマネの祈り』と同じサイズの『ピエタ』はボストンのイザベラ・スチュワート・ガードナー美術館に所蔵されている。またフランチェスコ会の聖人を描いた『アッシジの聖フランチェスコ』と『パドヴァの聖アントニウス』はダリッジ・ピクチャー・ギャラリーに所蔵されている。
『コロンナの祭壇画』のプレデッラ

『ゲツセマネの祈り』・『カルヴァリオへの道』・『ピエタ』
『アッシジの聖フランチェスコ』・『パドヴァの聖アントニウス』

## 影響
本作品が同時代のウンブリア地方の画家に影響を与えたことは、いくつかの作品から確認できる。たとえばイル・ティフェルナーテ（Il Tifernate）の通り名でも知られるフランチェスコ・ダ・チッタ・ディ・カステッロ（Francesco da Città di Castello）の作品でチッタ・ディ・カステッロ市立美術館に所蔵されている『アレクサンドリアの聖カタリナの神秘の結婚と聖アウグスティヌス、トレンティーノの聖ニコラス、聖フロリド』（Mystic Marriage of Saint Catherine of Alexandria with Saints Agostino, Nicholas of Tolentino, and Florido）はペルジーノとピントゥリッキオと並んで本作品の影響が指摘されている。同様にシニバルド・イービの作品でウンブリア国立美術館に所蔵されている『聖母子と諸聖人』（Madonna and Child with Saints, 1509年）についても本作品の影響が指摘されている。

## ギャラリー

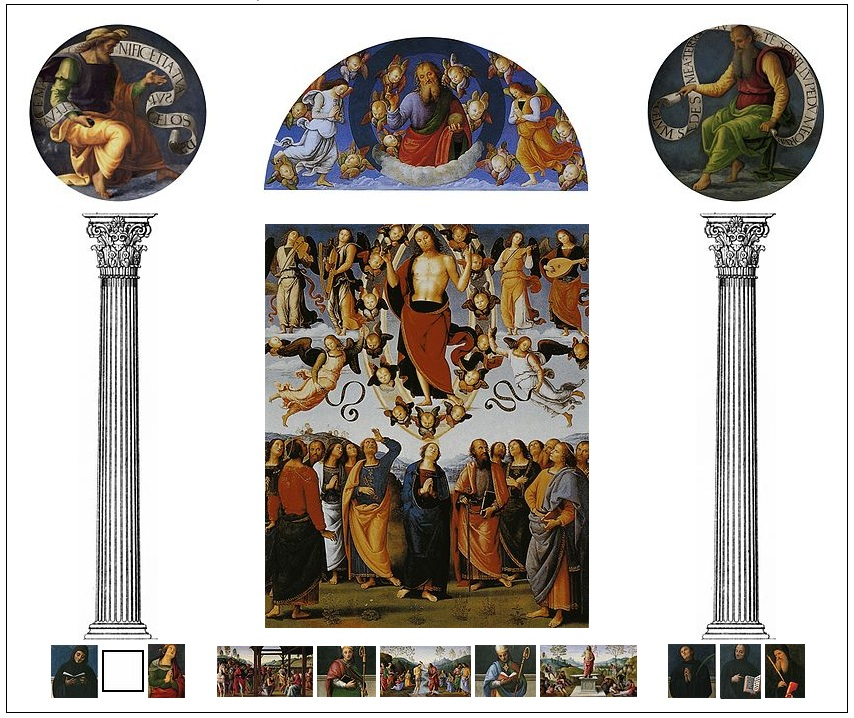
ペルジーノ『サン・ピエトロ多翼祭壇画』1496年 リヨン美術館所蔵
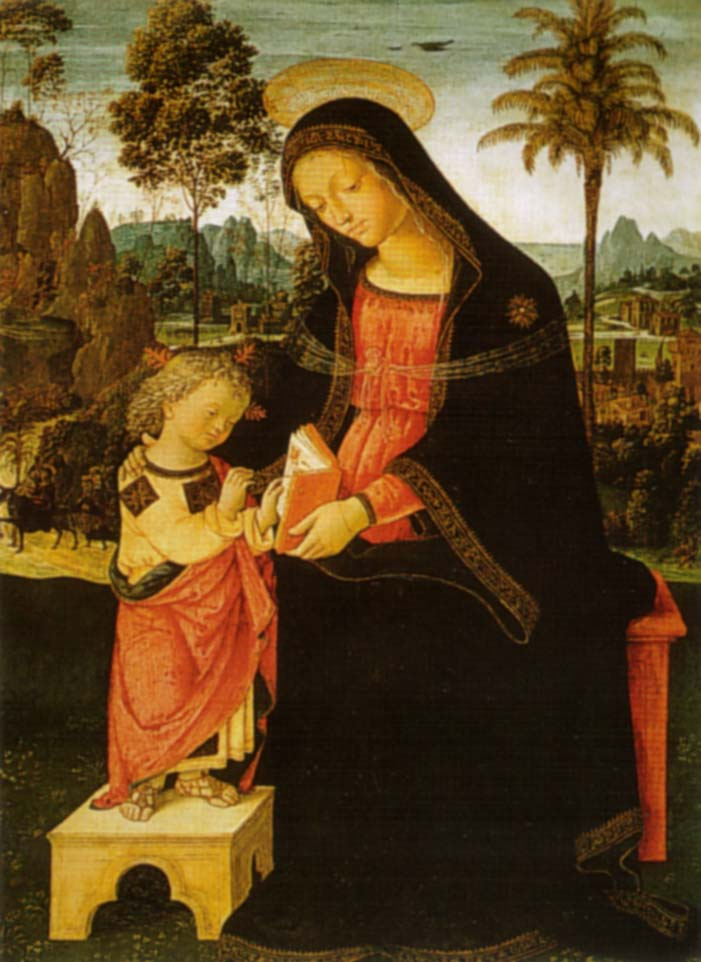
ピントゥリッキオ『幼子キリストに読み方を教える聖母』1494年-1497年頃 フィラデルフィア美術館所蔵
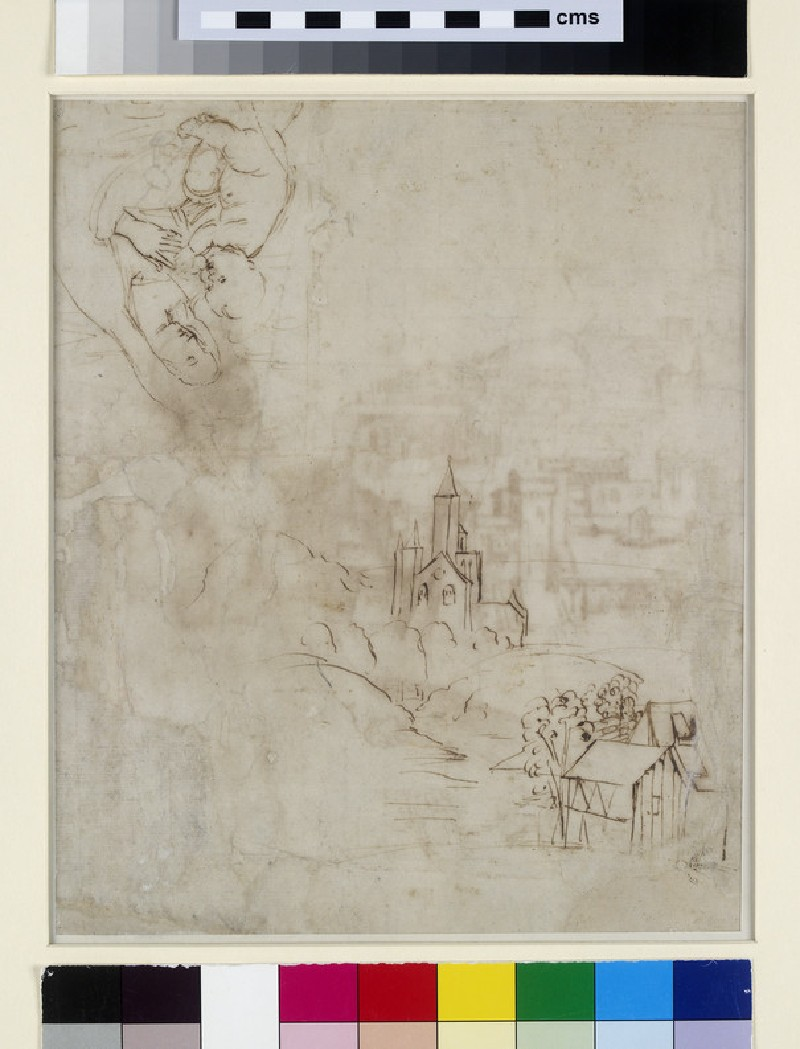
『幼子キリストに授乳する聖母とコロンナの祭壇画の風景のわずかな素描』アシュモレアン博物館所蔵